# Egüés
Egüés – gmina w Hiszpanii, w Nawarze, o powierzchni 53,28 km². W 2011 roku gmina liczyła 17 450 mieszkańców.